# Os palatinum

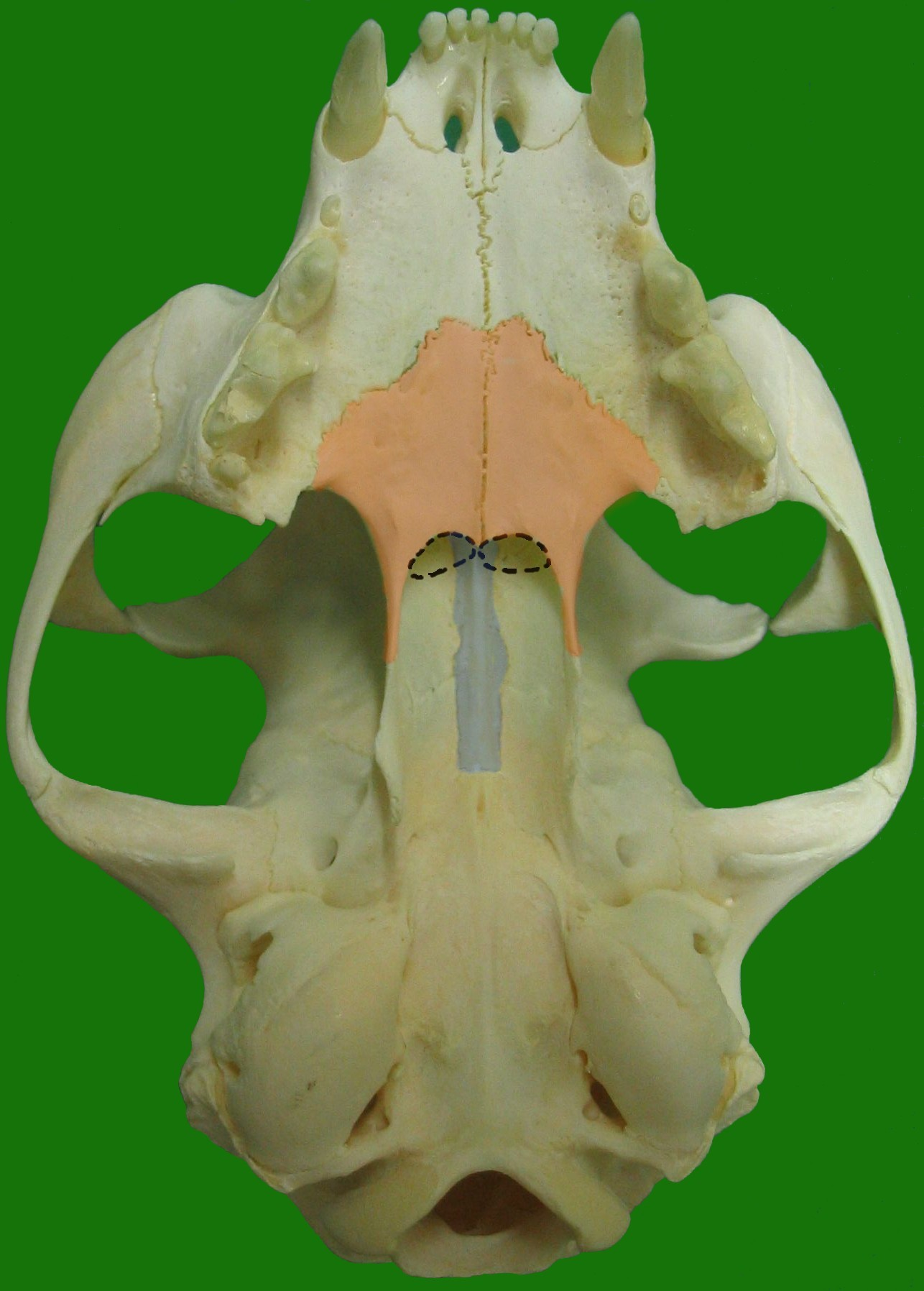
Os palatinum van een kat (roze).

Het os palatinum of gehemeltebeen  is een bot van de schedel dat het achterste deel van het harde verhemelte (palatum) vormt. Het wordt onderverdeeld in een horizontale en een verticale plaat, de lamina horizontalis en de lamina perpendicularis.
Bij schisis is het vaak een van de aangedane beenderen.